# 60 Водолея
60 Водолея (лат. 60 Aquarii, HD 213789) — тройная звезда в созвездии Водолея на расстоянии приблизительно 375 световых лет (около 115 парсеков) от Солнца. Видимая звёздная величина звезды — +5,875m. Возраст звезды оценивается как около 437 млн лет.

## Характеристики
Первый компонент — оранжевый или жёлтый гигант спектрального класса K0III или G6III. Масса — около 2,77 солнечных, радиус — около 11,13 солнечных, светимость — около 64,7 солнечных. Эффективная температура — около 5055 К.
Второй компонент удалён на 98,1 угловых секунды.
Третий компонент удалён на 125,6 угловых секунд.